# Андріївський узвіз

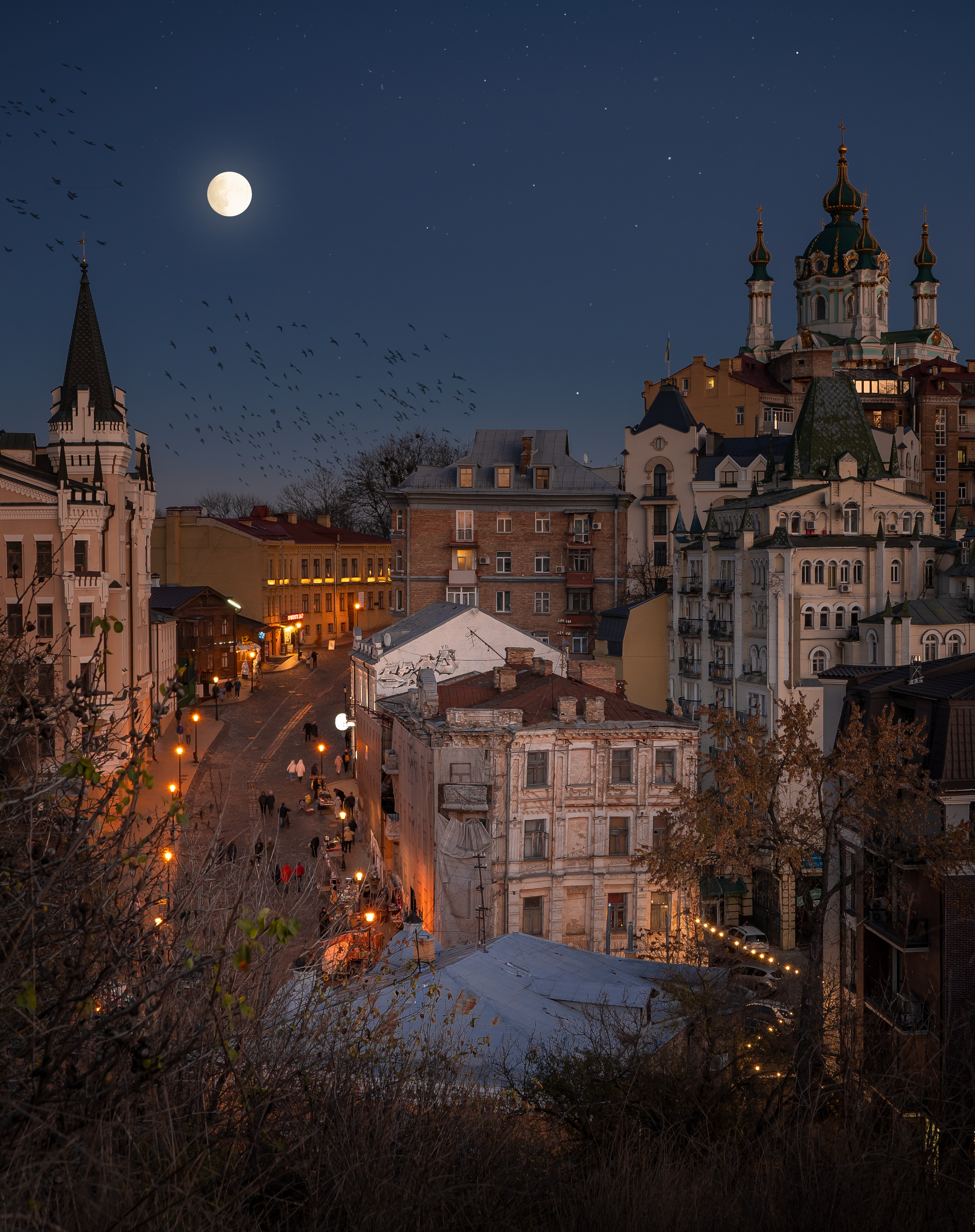
Вид на вечірній Андріївський Узвіз

Андрі́ївський узві́з — узвіз в Подільському районі міста Києва, що сполучає Поділ зі Старим Києвом. Пролягає від Контрактової площі до Володимирської та Десятинної вулиць. Прилучаються вулиці Покровська, Боричів Тік, Фролівська і Воздвиженська.
Пам'ятка містобудування місцевого (охор. № 675-Кв) та, одночасно, національного значення (разом з Замковою горою, охор. № 260060-Н).

## Історія

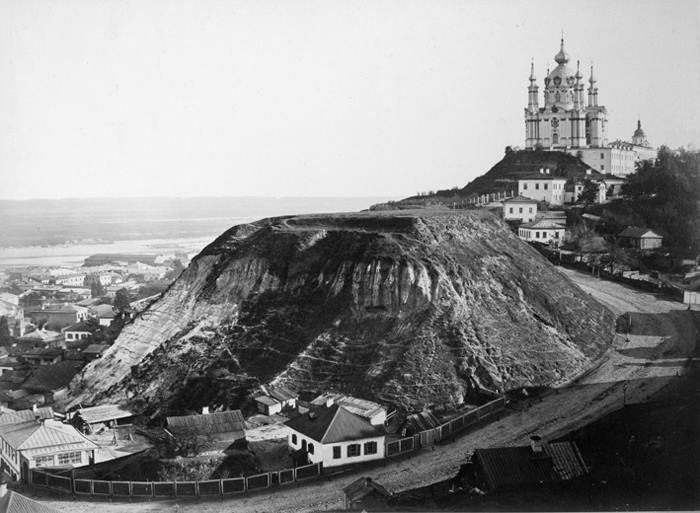
Андріївський узвіз та Андріївська церква, ХІХ ст. Фото Франца де Мезера

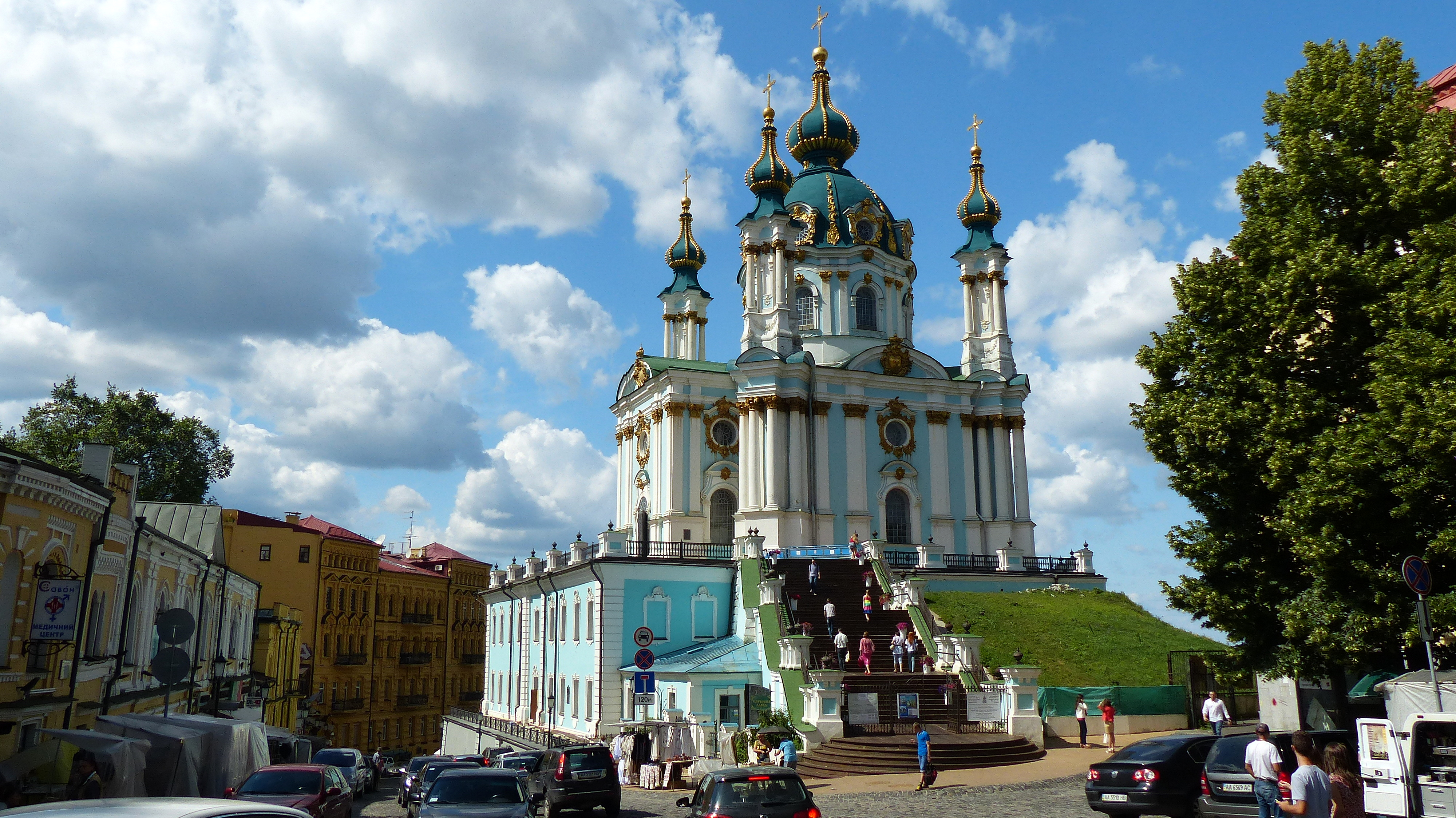
Андріївська церква та Андріївський узвіз

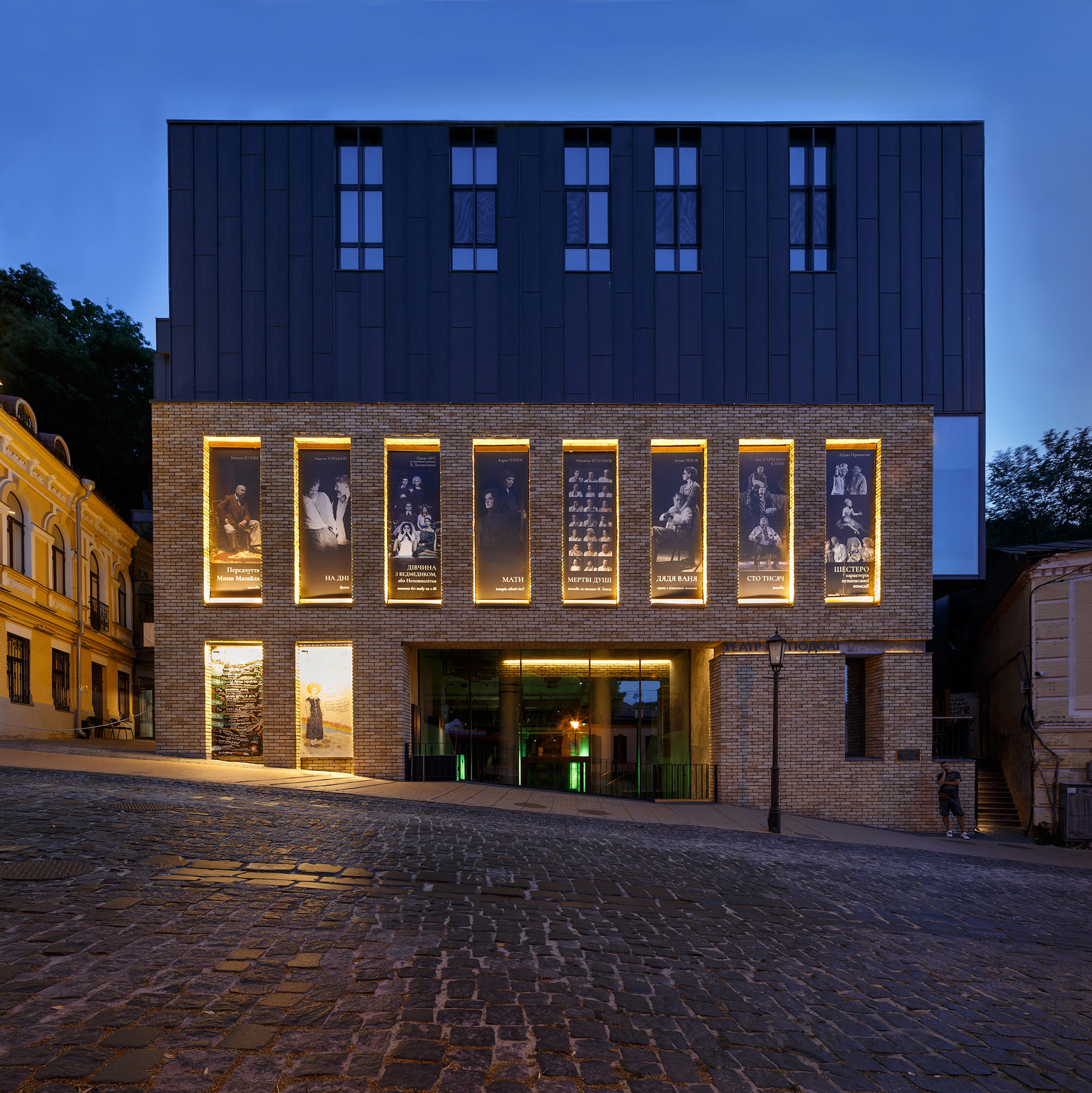
Театр на Подолі

Стінопис на Андріївському узвозі, автори: Жюльєн Маллан (Париж) і Олексій Кислов (Севастополь)

Верхня частина Андріївського узвозу виникла на шляху, який вже за часів Київської Русі зв'язував Старий Київ (Гору) із Подолом, пролягаючи між пагорбами Андріївської (Уздихальниці) та Замкової, Хоревиці та Старокиївської гір. За доби середньовіччя відгалуження Андріївського узвозу було прокладено і до замку на горі Киселівка. У 1711 році за наказом тодішнього київського губернатора проїзд між Замковою та Андріївською горами було розширено, і він став придатним для користування не лише для пішоходів і вершників, а і для проїзду запряжених кіньми й волами возів. Назву узвіз одержав, імовірно, у XVIII столітті від Андріївської церкви (збудована в 1744–1754 роках, архітектор Бартоломео Растреллі). У 1928 році перейменований на вулицю ім. Лівера, на честь Георгія Лівера, революціонера-більшовика, борця за встановлення Радянської влади у Києві, у списку вулиць 1931 року — узвіз Лівера. Історичну назву узвозу було відновлено 1944 року.
Існує легенда, відповідно до якої місце, де тепер тече Дніпро, було морем. Коли св. Андрій прийшов у Київ і побудував на горі, де зараз стоїть Андріївська церква, хрест, то все море спливло униз. Але деяка частина його залишилася і сховалася під Андріївською горою. Коли пізніше тут побудували церкву, то під престолом відкрилася криниця. В Андріївській церкві нема дзвонів, тому що, за легендою, при першому ж ударі вода прокинулася б і залила не тільки Київ, але і все Лівобережжя.
Основна забудова вулиці виконана в 90-х роках XIX — на початку XX століття. Нині, відтворений у стародавньому виді, узвіз — це місце виставки-продажу живопису і виробів народної творчості просто неба. Андріївський узвіз називають київським Монмартром. Тут завжди можна побачити художників, що демонструють свої роботи, зразки декоративно-ужиткового мистецтва — прикраси, посуд зі скла і кераміки, кумедні фігурки з дерева, іграшки, медалі, монети та багато чого іншого. Тут також іноді виступають співаки й артисти. На Андріївському узвозі багато невеликих барів і кафе, де можна відпочити.

На узвозі панує атмосфера міста кінця XIX — початку XX століття. Вулиця славиться тим, що в будинку № 13 жив Михайло Булгаков, нині в цьому будинку діє присвячений письменнику літературно-меморіальний музей. Також в будинку 22-а (де з 1995 року працює одна з перших галерей сучасного мистецтва в Україні — «Карась Галерея»), за словами диригента та композитора Олександра Кошиця, що проживав у цьому будинку пізніше, першим власником будинку був той самий Сірко, що його змальовано в п'єсі «За двома зайцями» драматурга та письменника Михайла Старицького: 
|  | Виходячи на Воздвиженську вулицю зі свого будинку, я зупинявся на розі біля забитої в паркані хвіртки, і знав що тут колись сиділа безсмертна Проня Прокопівна та чекала на свого Голохвастова. |

На Андріївському узвозі також працює унікальний Музей однієї вулиці. У ньому показано історію Андріївського узвозу у картинах, фотографіях та інших речах від давнини до наших часів. Вздовж усієї вулиці багато картинних галерей, художніх салонів.

## Будинки розпусти
Після легалізації проституції у Російській імперії в 1843 році й у зв'язку з побудовою житлових кварталів поблизу Нової Печерської фортеці будинки розпусти із Хрестів перевели на Андріївський узвіз.

## Меморіальні дошки
- буд. № 13 — меморіальна дошка на честь письменника Михайла Булгакова (1891–1940), який мешкав у цьому будинку. Бронзовий барельєф роботи скульптора А. В. Куща та архітектора Б. Л. Кравчука відкрито 9 лютого 1982 року;
- буд. № 15 — меморіальна дошка на честь художника Григорія Дядченка (1869–1921), який жив і працював у цьому будинку в 1909–1921 роках. Виготовлена з граніту (архітектор В. Л. Лоботинський), відкрита у 1971 році;
- буд. № 21 — меморіальна дошка на честь скульптора, кіносценариста, громадського діяча Ростислава Синька, на фасаді Музею-майстерні Івана Кавалерідзе, який він очолював у 1993—2010 роках. Бронзовий барельєф відкрито 2015 року[7];
- буд. № 23 — меморіальна дошка на честь першого Патріарха Київського і всієї України Мстислава (1898–1993), який був висвячений на єпископа у цій каплиці Андріївської церкви 12 травня 1942 року. Виготовлена з бронзи (скульптор Володимир Щур), відкрита у 1998 році;
- буд. № 34 — меморіальна дошка на честь письменника Григора Тютюнника, який жив і працював у цьому будинку в 1963–1967 роках. Бронзовий барельєф відкрито у 1991 році (скульптор В. П. Луцак, архітектор І. Лебідь).

Меморіальна дошка на будинку № 15
Меморіальна дошка на будинку № 23
Меморіальна дошка на будинку № 34

## Пам'ятники
У затишному парку нижче від церкви можна побачити скульптури роботи Івана Кавалерідзе, майстерня якого розташовувалася у сусідньому будинку (№ 21). Одна з них — копія пам'ятника Тарасові Шевченку в Ромнах, інша — макет (мала скульптура) пам'ятника Ярославу Мудрому, розташованого у сквері біля Золотих Воріт. Також тут встановлено оригінал пам'ятника княгині Ользі (1911 р.), автором якого також був І. Кавалерідзе. При відновленні монумента в 1996 році під асфальтом знайшли рештки знищеного в 1919—1935 роках монумента. Скульптуру відновили майже повністю (не вдалося знайти тільки голову) та встановили біля будинку-музею скульптора.
Біля літературно-меморіального музею М. Булгакова (буд. № 13) 19 жовтня 2007 року встановлено перший у світі пам'ятник письменнику. Скульптура виготовлена з бронзи та граніту, автори — архітектор В'ячеслав Дормидонтов та скульптор Микола Рапай.
На будинку № 34 встановлено жартівливий пам'ятник носу Гоголя. Бронзову скульптуру роботи скульптора Олега Дергачова встановлено у 2006 році.
Біля Андріївської церкви встановлено ще один популярний серед киян пам'ятник — Проні Прокопівні Сірковій та Свириду Петровичу Голохвастову, героям п'єси Михайла Старицького «За двома зайцями». Скульптуру відкрито 23 серпня 1999 року (архітектор Володимир Скульський, скульптори Володимир Щур, Віталій Сівко та Руслан Кухаренко).

Пам'ятник Михайлу Булгакову
Пам'ятник Проні Прокопівні та Голохвастову
Пам'ятник Тарасові Шевченку
Пам'ятник носу Гоголя, будинок № 34

## Андріївський узвіз у літературі

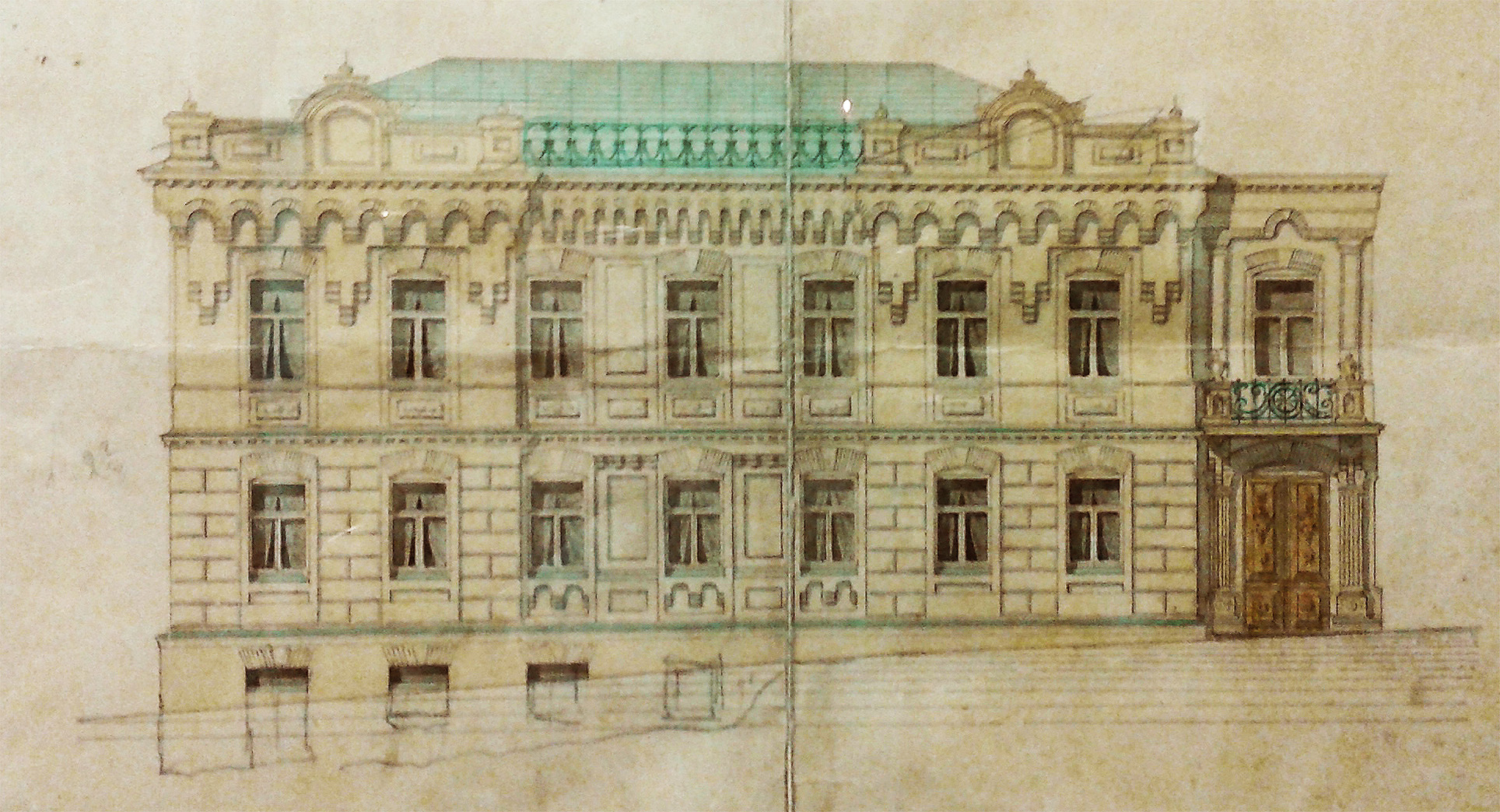
Будинок № 13 на узвозі. Малюнок ХІХ ст.

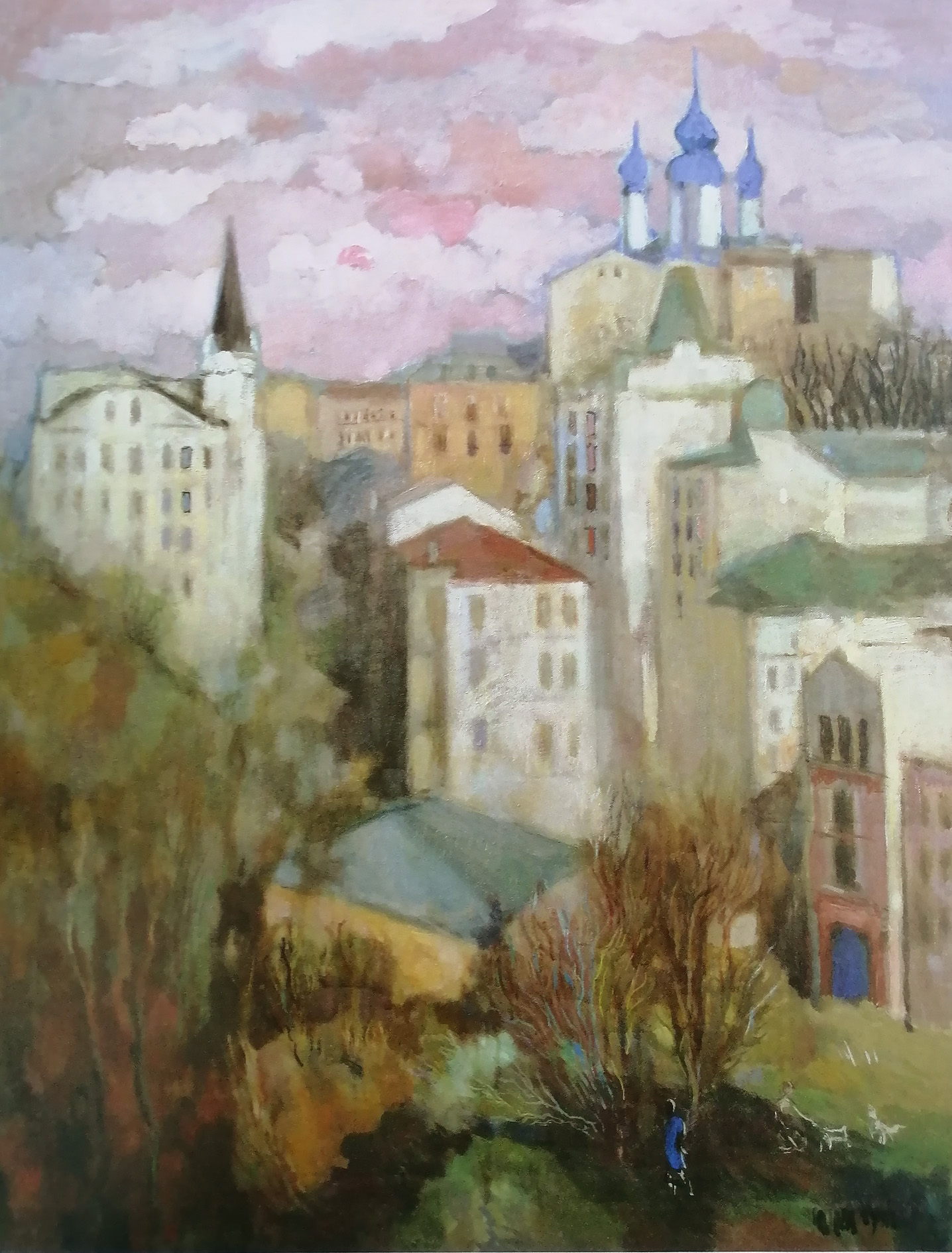
І.Вишеславська. Андріївський узвіз. 2012

Події книги Володимира Діброви «Андріївський узвіз» зав'язані навколо Андріївського узвозу, використовуючи його як літературну метафору, яка наче поєднує минуле і майбутнє героя книги, на Андріївському узвозі частково відбувалися події у творах Михайла Булгакова «Біла гвардія» (фігурує під назвою «Олексіївський узвіз») та «Дні Турбіних» та в комедії Михайла Старицького «За двома зайцями».
Андріївський узвіз і зокрема будинок, де мешкав М. О. Булгаков, були «відкриті» для широкого загалу завдяки нарису «Городские прогулки» Віктора Некрасова. Саме йому й належить вислів «Замок Річарда Левове серце», що закріпився за будинком № 15.
Окрім літераторів, місце змалювало чимало відомих художників.

## Знищення Андріївського узвозу
9 квітня 2012 року, відбулося знищення пам'яток архітектури Андріївського узвозу. Все є наслідком прийнятого рішення про його реконструкцію, прийнятого в жовтні 2011 року. За попередньою інформацією зруйновано будинки № 10а, 10б, 9/11, що знаходились навпроти музею Булгакова. На їхньому місці запланована побудова нового офісного центру компанією ЕСТА, що належить Рінату Ахметову.
11 квітня 2012 року відбулася акція протесту проти забудови Андріївського узвозу.
У жовтні 2017 року була відкрита оновлена будівля "Театру на Подолі". Київський міський голова Віталій Кличко заявив, що оновлена будівля Київського драматичного театру на Подолі не відповідає нормам. За його словами, підрядник не врахував рекомендацій містобудівної ради, які стосувалися проєкту реконструкції фасаду будівлі. Керівник апарату КМДА Володимир Бондаренко зазначив, що під час будівництва змінили проєкт, який затвердили з самого початку робіт. Володимир Бондаренко також зазначив, що "архітектура змінилася" після того, як знайшовся "меценат" для завершення будівництва - ним стала корпорація Roshen. На сайті КМДА була зареєстрована петиція, у якій вимагали знести нову будівлю.

## Пам'ятки архітектури та історії

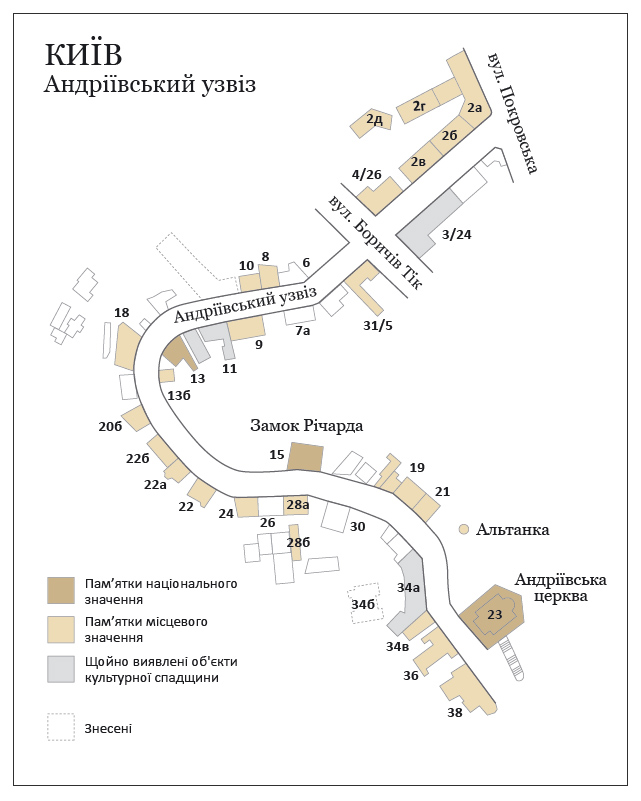
Пам'ятки національного значення, місцевого значення та щойно виявлені об'єкти культурної спадщини на Андріївському узвозі.